# باتريشيا جاليرنو
باتريشيا جاليرنو (بالفرنسية: Patricia Gallerneau)‏ (9 سبتمبر 1954 في الدائرة العشرون في باريس - 7 يوليو 2019 ) سياسية، وموظفة مدنية من فرنسا.